# Rheinallee 6 (Königswinter)

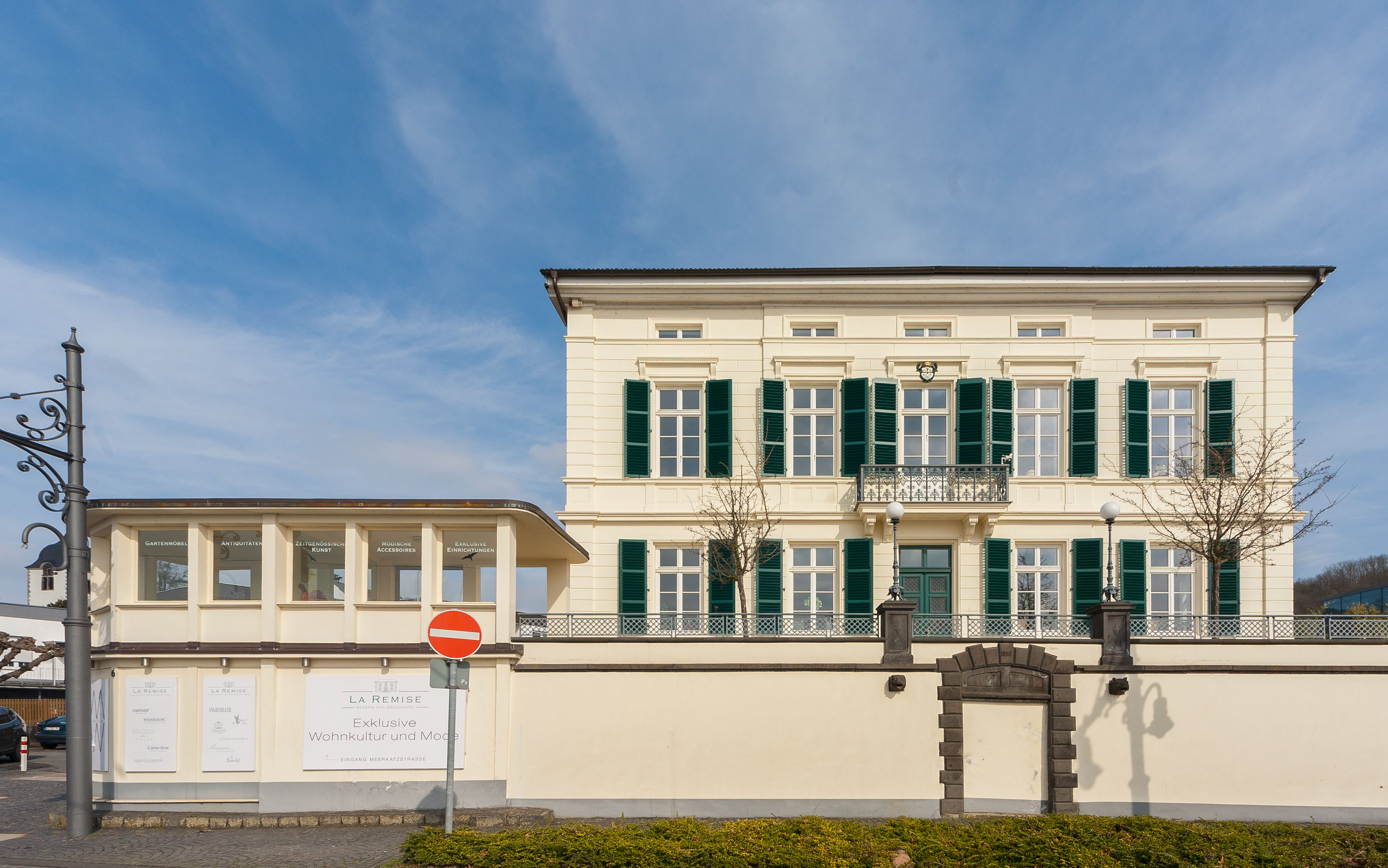
Ehemaliges Hotel Immenhof, Rheinfront (2013)

Das Gebäude Rheinallee 6 (auch Immenhof genannt) in Königswinter, einer Stadt im nordrhein-westfälischen Rhein-Sieg-Kreis, geht auf das Jahr 1850/1851 zurück. Es steht als Baudenkmal unter Denkmalschutz.

## Lage
Das Gebäude liegt an der Ecke Rheinallee, der Königswinterer Rheinuferpromenade, und Meerkatzstraße gegenüber dem Fähranlager der Rheinfähre Königswinter–Mehlem. Südlich grenzt das ehemalige Hotel Kölner Hof an.

## Geschichte
Der Immenhof geht auf einen Winzerhof zurück, der 1850/51 durch den ortsansässigen Architekten Carl Bachem (Wappen und Initialen am Gebäude) als eine der frühen Villen am Königswinterer Rheinufer errichtet wurde. Die heutige vierflügelige Anlage mit einem zweigeschossigen, spätklassizistischen Haupthaus entstand in mehreren Bauphasen. 1934 erfolgte der Umbau zum Hotel (Hotel Immenhof), das bis 1993 betrieben wurde. Anschließend war eine Nutzung des Gebäudes als Seniorenwohnheim vorgesehen, die aber nicht umgesetzt wurde. Im Herbst 2005 wurde das ehemalige Hotelgebäude nach umfangreichen Renovierungs- und Umbauarbeiten als Antiquitäten- und Möbelhandlung neu eröffnet. Dabei entstand rückwärtig auch ein öffentlich zugänglicher, kostenpflichtiger Parkplatz.
Die Eintragung des Gebäudes in die Denkmalliste der Stadt Königswinter erfolgte am 31. Mai 1985.

## Architektur

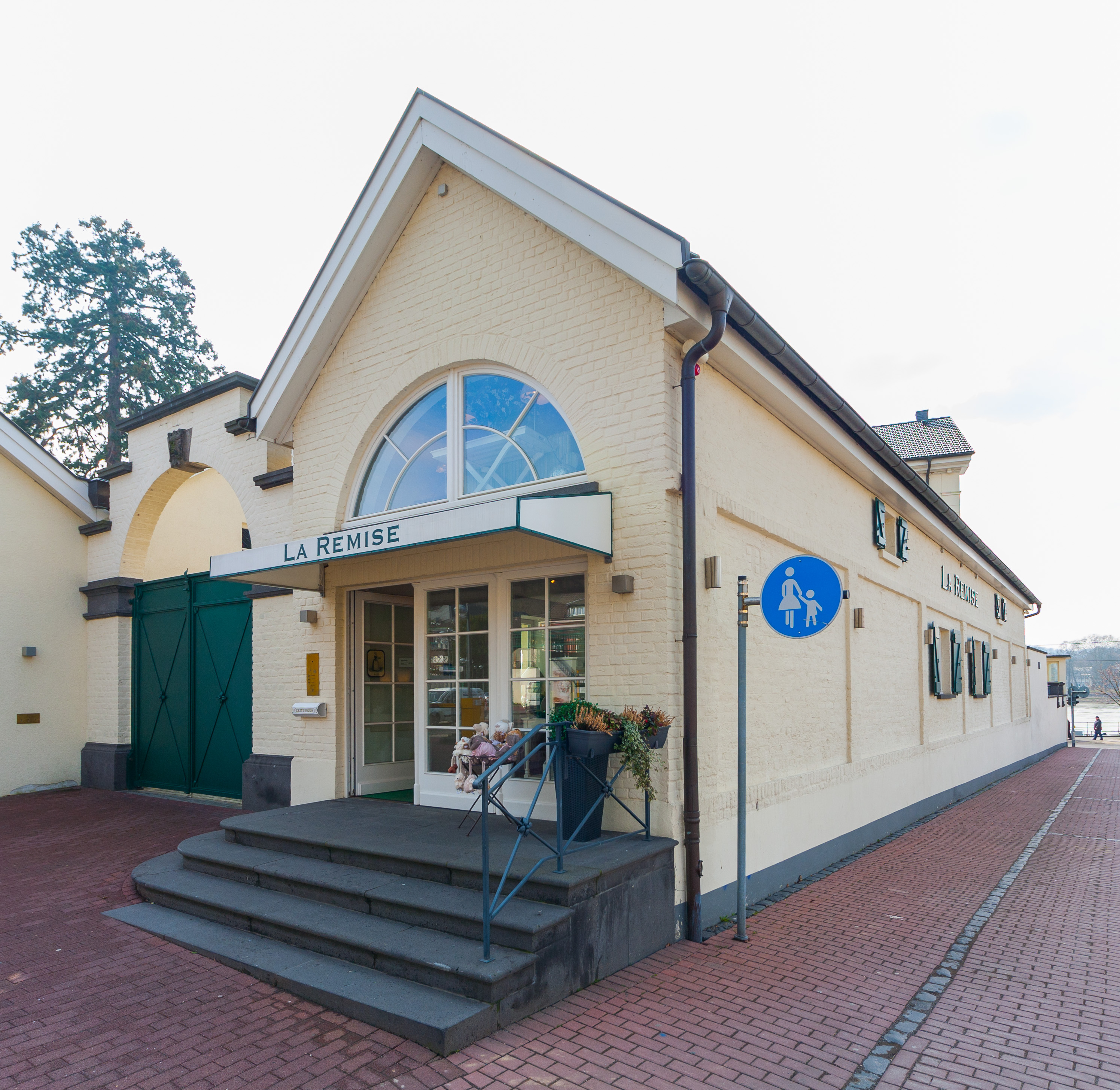
Ehemaliger Wirtschafts- und Personaltrakt

Die Fassade des fünfachsigen, sattelgedeckten Putzbaus (Haupthaus) wird im Besonderen durch hohe Rechteckfenster mit Fensterläden, einen Balkon mit schmiedeeisernem Gitter und Quaderputz charakterisiert. Zu der Anlage gehört zur Meerkatzstraße hin auch ein eineinhalbgeschossiger Wirtschafts- und Personaltrakt in geschlämmtem Backstein, der in den 1920er-Jahren durch ein über einen Torbogen verbundenes Wohnhaus ergänzt wurde. Während die Meerkatzstraße durch eine in Backstein ergänzte ältere Bruchsteinmauer (heute verputzt) abgegrenzt wird, besteht zur Rheinuferseite eine aus Lavabasalt gequaderte Böschungsmauer, die über ein zugemauertes Tor verfügt und nach oben hin von einem schmiedeeisernen Gitter mit Mauerpfeilern aus Sandstein abgeschlossen wird. Ein zweigeschossiger Pavillon an der Straßenecke entstammt den 1950er-Jahren. Rückwärtig umfasst die Anlage auch einen parkartigen, mediterran gestalteten Innenhof einschließlich Platanenallee und altem Baumbestand.

„Ein gut erhaltenes Einzelbeispiel der frühen Villenbebauung (…). 1850/51 von dem ortsansässigen Architekten Carl Bachem errichtet, atmet das Haus in seiner Klarheit, Symmetrie und Harmonie den Geist des biedermeierlichen Klassizismus.“